# Manuel Ardao
Pas d'image ? Cliquez ici

a Compétitions nationales et continentales officielles uniquement.

b Matchs officiels uniquement.
Dernière mise à jour le 26 décembre 2023.
Manuel Ardao, né le 9 septembre 1998 à Montevideo (Uruguay), est un joueur international uruguayen de rugby à XV évoluant principalement au poste de troisième ligne. Il évolue avec la franchise des Sharks de Miami en Major League Rugby à partir de 2024.

## Carrière

### En club
Manuel Ardao commence à jouer au rugby à XV dans sa ville natale de Montevideo, au sein du club amateur du Old Christians Club. Il suit alors les parcours de son père et de son frère aîné Diego. Avec cette équipe, il parvient jusqu'en senior, et dispute le championnat d'Uruguay. Il fait partie de l'équipe qui remporte le championnat national en 2019. Parallèlement, il étudie l'architecture à l'Université de la République.
En 2020, il obtient son premier contrat professionnel lorsqu'il rejoint la franchise professionnelle uruguayenne de Peñarol Rugby dans le nouveau championnat continental appelé Súper Liga Americana de Rugby,. Il joue son premier match le 4 mars 2020 contre Selknam. Ce match s'avère également être le dernier de la saison, puisque celle-ci est immédiatement arrêtée à cause de la pandémie de Covid-19,.
Il est à nouveau retenu avec Peñarol l'année suivante, et dispute sa première saison pleine, avec onze matchs joués,. Il participe pleinement au parcours de son équipe, qui va jusqu'en finale de la compétition, où elle s'incline face aux Jaguares,.
Pour la saison 2022, il fait à nouveau partie de l'effectif de Peñarol. Le club termine deuxième de la saison régulière, puis remporte pour la première fois le championnat après une finale gagné face à Selknam,. Auteur d'une très bonne saison d'un point de vue personnel, Ardao reçoit le titre du meilleur joueur de la saison en juin 2022,.
En 2023, il fait partie intégrante de l'équipe qui remporte le désormais Súper Rugby Américas, après une victoire contre les Dogos XV. 
Après quatre saisons avec Peñarol, il signe pour la toute nouvelle franchise des Sharks de Miami en Major League Rugby, où il retrouve ses coéquipiers Reinaldo Piussi, Felipe Etcheverry et Tomás Inciarte.

### En équipe nationale
Manuel Ardao joue avec l'équipe d'Uruguay des moins de 20 ans en 2017 et 2018, dans le cadre du Trophée mondial des moins de 20 ans,. En 2017, son équipe termine troisième de la compétition. L'année suivante, son équipe termine à la cinquième place, mais Ardao se distingue en inscrivant six essais en quatre matchs.
Au début de l'année 2018, il rejoint l'équipe d'Uruguay de rugby à sept, où il retrouve son frère Diego. Il joue sa première compétition officielle en janvier 2018 lors du tournoi continental de Viña del Mar. Il dispute ensuite les tournois de Las Vegas et Vancouver comptant pour la saison 2017-2018 des World Rugby Sevens Series. Enfin, toujours en 2018, il fait partie de l'équipe retenue pour la Coupe du monde de rugby à sept à San Francisco, où son pays termine à la vingtième place,.
Ardao est sélectionné pour la première fois en équipe d'Uruguay de rugby à XV en octobre 2018, afin de participer à l'Americas Pacific Challenge.
Il obtient sa première sélection le 17 novembre 2018, à l'occasion d'un match contre l'équipe des Fidji à Hartpury.
En 2019, il est retenu dans la liste de 31 joueurs pour disputer la Coupe du monde au Japon,. Il dispute deux matchs lors de la compétition, contre la Géorgie et l'Australie.
En juillet 2021, il remporte le tour préliminaire des qualifications de la zone Amériques pour la Coupe du monde 2023. Trois mois plus tard, en octobre 2021, il participe à la qualification de son équipe pour le mondial 2023, grâce à une victoire lors d'une double rencontre face aux États-Unis,.
Lors de la Coupe du monde 2023, il est titulaire lors des quatre rencontres de son équipe et il est l'auteur de performances remarquées,.

## Palmarès

### En club
- Vainqueur du Championnat d'Uruguay en 2019 avec Old Christians Club.
- Finaliste de la Súperliga Americana en 2021 avec Peñarol.
- Vainqueur de la Súperliga Americana en 2022 avec Peñarol.
- Vainqueur du Súper Rugby Américas en 2023 avec Peñarol.

### En équipe nationale
- Vainqueur du Championnat d'Amérique du Sud en 2021.

## Statistiques en équipe nationale
- 26 sélections avec l'Uruguay depuis 2018.
- 30 points (6 essais).

- Participation à la Coupe du monde en 2019 (2 matchs) et en 2023 (4 matchs).